# Sváb uralkodók listája
Svábföld Németország délnyugati részén terül el egy Bajorországnak megfelelő méretű területen. A sváb herceg egyike volt a német választófejedelmeknek a középkorban.

## Sváb hercegek (909–1268)
| Uralkodó                                    | Uralkodott                            | Megjegyzés                                                                                      |
| ------------------------------------------- | ------------------------------------- | ----------------------------------------------------------------------------------------------- |
| Vegyesházi uralkodók (909–1012)             |                                       |                                                                                                 |
| I. Burkhard (* 855 k.)                      | gr.: 909, †911. november 23.          |                                                                                                 |
|                                             |                                       |                                                                                                 |
| Erchanger (* 880 k.)                        | gr.: 915, †917. január 21.            |                                                                                                 |
| II. Burkhard (* 883/884)                    | gr.: 917, †926. április 29.           | I. Burkhard fia.                                                                                |
| I. Hermann                                  | gr.: 926, †949. december 10.          |                                                                                                 |
| Liudolf (* 931)                             | gr.: 950–954, †957. szeptember 6.     |                                                                                                 |
| III. Burkhard (* 915 k.)                    | gr.: 954, †973. november 12.          | II. Burkhard fia.                                                                               |
| I. Ottó (* 954)                             | gr.: 973, †982. október 31.           | Liudolf fia, bajor herceg is.                                                                   |
| I. Konrád (* 915/920 k.)                    | gr.: 982, †997. augusztus 20.         |                                                                                                 |
| II. Hermann (* 950 k.)                      | gr.: 997, †1003. május 4.             | I. Konrád fia.                                                                                  |
| III. Hermann (* 995 októbere)               | gr.: 1003, †1012. április 1.          | II. Hermann fia.                                                                                |
| Babenberg-házi uralkodók (1012–1038)        |                                       |                                                                                                 |
| I. Ernő (* 983?)                            | gr.: 1012, †1015. május 31.           |                                                                                                 |
| II. Ernő (* 1012?)                          | gr.: 1015, †1030. augusztus 17.       | I. Ernő fia.                                                                                    |
| IV. Hermann (* 1014?)                       | gr.: 1030, †1038. július 28.          | I. Ernő fia.                                                                                    |
| Vegyesházi uralkodók (1038–1079)            |                                       |                                                                                                 |
| I. Henrik (* 1017. október 28.)             | gr.: 1038–1045, †1056. október 5.     | II. Ernő sváb herceg féltestvére, anyja Gizella sváb hercegnő, III. Hermann sváb herceg nővére. |
| II. Ezzonid Ottó                            | gr.: 1045, †1048                      | Rajnai palotagróf                                                                               |
| III. Schweinfurti Ottó                      | gr.: 1048, †1057. szeptember 28.      |                                                                                                 |
| Rudolf német ellenkirály (* 1025 k.)        | gr.: 1057–1079, †1080. október 15/16. | Rheinfelden-i Rudolf, ill. Rajnai Rudolf néven is ismert                                        |
| Rheinfeldeni Berthold (* 1060 k.)           | ellen-gr.: 1080, †1090. május 18.     | Rudolf fia.                                                                                     |
| Hohenstauf-házi uralkodók (1079–1208)       |                                       |                                                                                                 |
| I. Frigyes (* 1050 k.)                      | gr.: 1079, †1105. július 21.          |                                                                                                 |
| II. Egyszemű Frigyes (* 1090)               | gr.: 1105, †1147. április 4.          | I. Frigyes fia.                                                                                 |
| III. Rőtszakállú Frigyes (* 1122 decembere) | gr.: 1147–1152, †1190. június 10.     | II. Frigyes fia. Német király.                                                                  |
| IV. Frigyes (* 1144 vége)                   | gr.: 1152, †1167. augusztus 19.       | I. Frigyes unokája.                                                                             |
| V. Frigyes (* 1164. július 16.)             | gr.: 1167, †1170. november 28.        | III. Frigyes fia.                                                                               |
| VI. Frigyes (* 1167 februárja)              | gr.: 1170, †1191. január 20.          | V. Frigyes öccse.                                                                               |
| II. Konrád (* 1172)                         | gr.: 1191, †1196. augusztus 15.       | VI. Frigyes öccse.                                                                              |
| Fülöp (* 1177)                              | gr.: 1196, †1208. június 21.          | II. Konrád öccse. Német király.                                                                 |
| Welf-házi uralkodó (1208–1212)              |                                       |                                                                                                 |
| IV. Braunschweigi Ottó (* 1176)             | gr.: 1208–1212, †1218. május 19.      | Fülöp veje. Német-római császár.                                                                |
| Hohenstauf-restauráció (1212–1268)          |                                       |                                                                                                 |
| VII. Frigyes (* 1194. december 26.)         | gr.: 1212–1216, †1250. december 13.   | III. Frigyes unokája. Német-római császár.                                                      |
| II. Henrik (* 1212)                         | gr.: 1216–1235, †1242. február 12.    | VI. Frigyes fia. Német király.                                                                  |
| III. Konrád (* 1228. április 25.)           | gr.: 1235, †1254. május 21.           | II. Henrik öccse. Német király.                                                                 |
| IV. Konrád (* 1252. március 25.)            | gr.: 1254, †1268. október 29.         | III. Konrád fia.                                                                                |

## Fordítás
- Ez a szócikk részben vagy egészben  a   Duke of Swabia című angol Wikipédia-szócikk fordításán alapul.  Az eredeti cikk szerkesztőit annak laptörténete sorolja fel. Ez a jelzés csupán a megfogalmazás eredetét és a szerzői jogokat jelzi, nem szolgál a cikkben szereplő információk forrásmegjelöléseként.